# Geranium clarkei
Geranium clarkei es una especie de planta ornamental perteneciente a la familia Geraniaceae. Es originaria de la India y cultivada para su uso en los jardines.

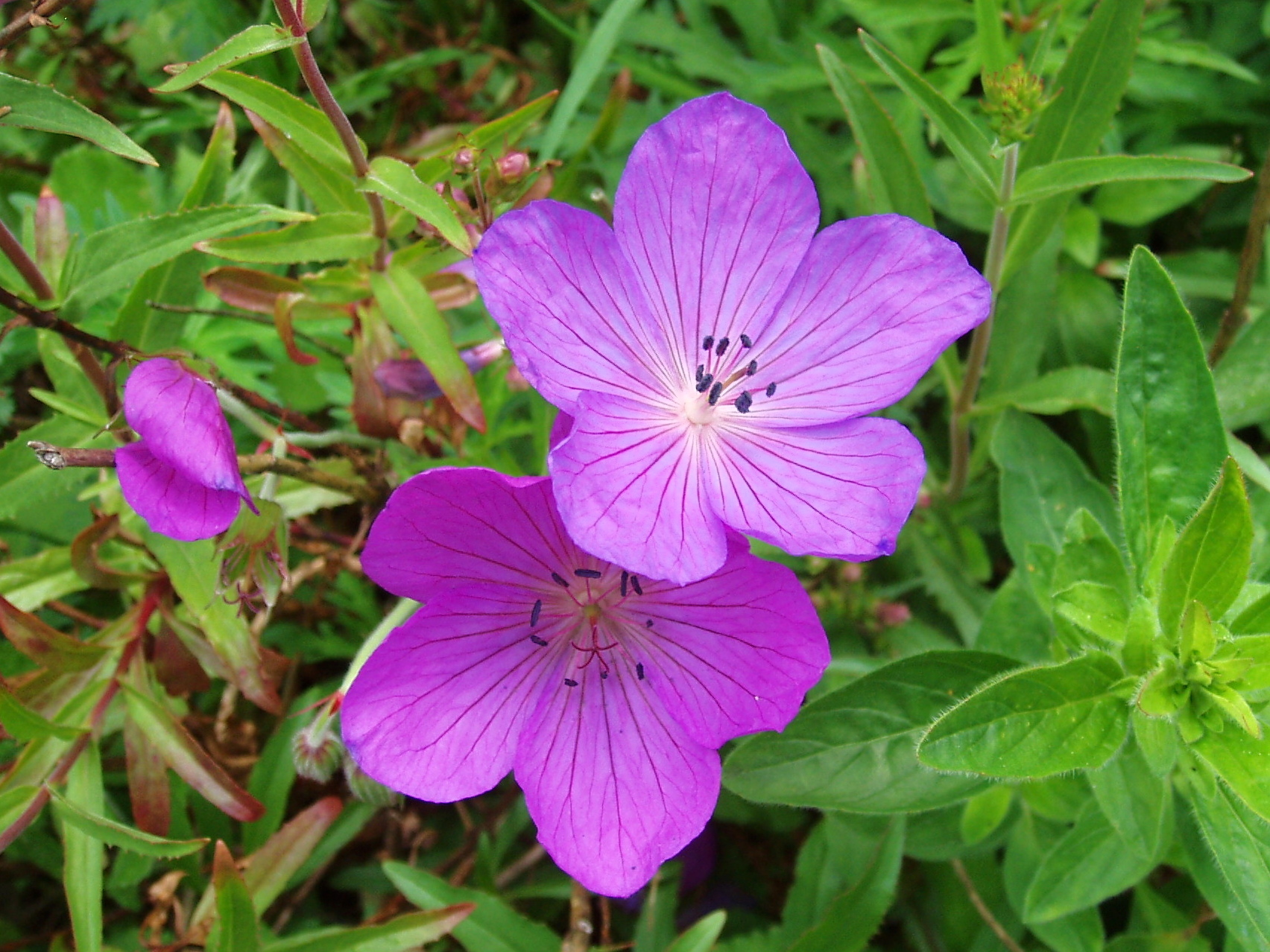
Detalle de la flor

## Descripción
Se trata de una herbácea perennifolia que crece hasta los 50 cm de altura, con hojas profundamente cortadas con 7 lóbulos y flores blancas o moradas, con vetas de color rosa y que se producen en verano. Se propaga con rizomas subterráneos y se utiliza para la cubierta vegetal o la parte delantera de una valla.

## Taxonomía
Geranium clarkei fue descrita por Peter Frederick Yeo y publicado en Hardy Geraniums 188. 1985.